# MG 15
MG 15 (Flugzeugmaschinengewehr MG 15) byl letecký kulomet ráže 7,92 mm vyvinutý německou společností Rheinmetall-Borsig na počátku 30. let jako odvozená varianta pozemního kulometu MG 30. Byl používán na skoro všech typech bombardérů Luftwaffe jako pohyblivá obranná výzbroj.
Od počátku 40. let byl MG 15 nahrazován modernějšími kulomety ráže 7,92 mm MG 81, MG 81Z (zdvojený MG 81), 13 mm MG 131 a kanóny ráže 20 mm MG 151/20. Poté, co začaly být u Luftwaffe nahrazovány těžšími zbraněmi, bylo mnoho MG 15 modifikováno pro pěchotní použití. K 1. lednu 1944 bylo oficiálně provedeno 17 648 takových konverzí.
Hmotnost náboje byla 24 gramů, hmotnost projektilu 11,5 gramů. Náboje byly uloženy v dvojitých bubnových zásobnících s celkovou kapacitou 75 nábojů (nikoliv 150 jak se často chybně uvádí). S průměrnou kadencí 1 250 ran za minutu se zásobník vyprázdnil za pouhých 3,6 sekundy.
MG 15 byl používán v japonských letadlech jako pohyblivý kulomet Typ 98.